# اسکار کلمنته
اسکار کلمنته (انگلیسی: Óscar Clemente؛ زادهٔ ۲۶ مارس ۱۹۹۹) بازیکن فوتبال است.
از باشگاه‌هایی که در آن بازی کرده‌است می‌توان به باشگاه فوتبال اتلتیکو مادرید بی اشاره کرد.